# بوبر شوستد
بوبر شوستد (نام علمی: Baeopogon clamans) نام یک گونه از سرده بوبرهای ریش‌کوتاه است.